# Fábrica romana de salado de Setúbal
La fábrica romana de salado se sitúa en la traviesa de Frei Gaspar, en el centro de la ciudad de Setúbal, en el subsuelo de un edificio en el que se encuentran instalados los servicios de la Región de Turismo Costa Azul.
Esta unidad industrial romana, cetaria compuesta por catorce piletas, fue descubierta en 1979, a raíz de unas obras efectuadas en ese mismo local. Esta cetaria o fábrica de pescado se dedicaba al salado de pescado y pequeños crustáceos, con los cuales se preparaban varios alimentos y condimentos, destacando el garo. Setúbal, la Cetobriga romana, era un importante puesto comercial que exportaba el garo a todo el Imperio, gracias a la abundante pesca en el estuario del río Sado. De ello dan muestra otras dos fábricas de salado de las que se han encontrado restos: una la calle Januário da Silva y otra en la Plaza de Bocage. Esta actividad implicaba además el desarrollo de industrias auxiliares, como la alfarería, los astilleros, la manufactura de redes de pesca, las salinas y la actividad agropecuaria, dinamizando toda la región.
Las excavaciones han revelado dos grupos de estructuras. La primera corresponde a viviendas de mediados del siglo I d. C., conservándose el peristilo y la zona del patio. La segunda, correspondiente al último cuarto del siglo I d. C., es la fábrica de salado que se desenvolvía en torno del patio central mencionado. De la fábrica, apenas se han podido identificar el uso de una parte de las estructuras.
Hubo una decadencia en el siglo IV, que llevó a abandonar las estructuras y usar las cetarias como basureros. Se volvió a recuperar en el siglo V, cuando las cetarias fueron revestidas de nuevo y el patio central fue cubierto con segundo pavimento, pero ya sin el éxito anterior. La actividad fue abandonada definitivamente en el siglo V o VI, decadencia de los mercados romanos correspondiente a la caída de Roma en el siglo V.